# バックトルクリミッター
バックトルクリミッター（英語: back-torque limiter）は、回転による動力の伝達経路において出力先から逆に伝達されるトルクを制限する機構である。

## オートバイでの利用
オートバイに用いられるバックトルクリミッターは、多板クラッチユニットの内部に内蔵される機構である。スリッパークラッチ (slipper clutch) やスライダークラッチ (slider clutch) とも呼ばれる。
オートバイは減速によるピッチングモーメントによって後輪の接地荷重が大きく減少し、エンジンブレーキがかかった際に後輪が滑りやすい。特にレース走行などでは減速度が大きく、素早いシフトダウンによってエンジンブレーキが強くかかる状況が多い。エンジンブレーキによる後輪のスリップを抑制するため、後輪から伝達されるトルク（バックトルク）を自動的に制限するバックトルクリミッターが装備される。ただし、完全に伝達を遮断してしまうとエンジンブレーキが一切効かない状態になるため、バックトルクリミッターはクラッチを半クラッチ状態にしたり、クラッチ容量を一時的に減らすなどしてエンジンブレーキの効き具合とのバランスをとられている。
自動車においては、オートバイ用エンジンを搭載したレース専用車両に搭載されている場合もある。

### 歴史
バックトルクリミッター（BTL）の最初の事例は、John Gregoryが1970年代に製作したドラッグレース用オートバイのNorton Hogslayerとされている。Norton Hogslayerのクラッチはバックトルクリミッターを内蔵した土工機械用の焼結青銅板を摩擦材としたクラッチで、ランブラーの2速オートマチックトランスミッションとの組み合わせで、1/4マイル(ゼロヨン)トラックにて時速180マイル(約290km/h)を記録した。Norton HogslayerはT.C. Christensonのライディングによって幾多のドラッグレースを制してその名が世に知られる共に、バックトルクリミッターという機構がオートバイ設計者に注目されるきっかけともなった。
1982年12月11日より発売されたホンダ・VF750Fが、世界初、市販車にBTLが搭載された。1983年から1985年にかけて販売されたホンダ・NV750やホンダ・シャドウVT700/VT750シリーズには、ワンウェイクラッチを組み込んだバックトルクリミッターが搭載された。ワンウェイクラッチは複数のフリクションプレートのうちの半分と組み合わされ、バックトルクがかかるとそれらのフリクションプレートだけが駆動伝達を切断されてクラッチ容量を半減することで、動力伝達機能の調節を行っていた。
1985年からは、耐久レースやスーパーバイク世界選手権に出場する4ストローク大排気量オートバイでバックトルクリミッターが採用され始め、ホンダ・RVF750が最初であった。1989年に市販車両のホンダ・VFR400R(NC30)にも採用された。

## その他の利用例
いくつかの実験飛行機にも搭載されている。乗り物以外ではラジコン模型自動車にも使用されている。